# Bix Beiderbecke
Leon Bismark Beiderbecke, "Bix" Beiderbecke, (Davenport, Iowa, 10 de marzo de 1903 - Nueva York, 6 de agosto de 1931) fue un cornetista estadounidense de jazz tradicional. Se trata de una de las primeras figuras de la historia del jazz y uno de sus grandes innovadores. Situado en plena época del hot, poseía un elegante y distintivo tono, y un espectacular y original estilo de improvisación. Fue el rival blanco de Louis Armstrong en los años veinte, aunque la comparación no es factible debido a las diferencias de estilo y sonido entre los dos.

## Biografía
Beiderbecke empezó en la música muy prematuramente; hay noticias de que ya a los tres años podía tocar algo en el piano. Influenciado por Nick La Rocca, a quien escucha tocar, Beiderbecke se dispuso a dedicarse al jazz, pero sus padres consideraron tal dedicación una frivolidad; fue enviado a la academia militar Lake Forest en 1921, que afortunadamente se hallaba cerca de Chicago, el centro del jazz en esa época. Beiderbecke fue expulsado por sus reiteradas inasistencias a clase. Tras un breve periodo en casa, se convirtió en músico profesional. En 1923, Beiderbecke se convirtió en el cornetista estrella de los Wolverines y un año más tarde empezaría a grabar con el grupo.
A finales de 1924, abandonó el grupo para unirse a la orquesta de Jean Goldkette pero su incapacidad para leer música le obligó a abandonar. En 1925, estuvo en Chicago intentando aprender a leer música. El año siguiente estuvo con la orquesta de Frankie Trumbauer en San Luis. Enganchado ya al alcohol, no obstante 1927 sería el año más importante para Bix. Trabajó con la orquesta de Jean Goldkette, grabó su obra maestra al piano, "In a Mist" (uno de sus cuatro originales inspirados en Debussy), grabó algunos temas clásicos con un pequeño grupo liderado por Trumbauer (incluyendo sus grandes solos "Singin' the Blues", "I'm Comin' Virginia" y "Way Down Yonder in New Orleans"), y firmó con la importante orquesta de Paul Whiteman.
Con Whiteman, los solos de Beiderbecke tendieron a ser breves momentos mágicos; su brillante coro en "Sweet Sue" es un perfecto ejemplo de ello. Estuvo plenamente productivo hasta 1928, pero al año siguiente el alcoholismo empezó a darle problemas. Beiderbecke tuvo que descansar, reapareció, y finalmente en septiembre de 1929 fue enviado a Davenport a recuperarse. En 1930 realizó grabaciones intrascendentes, las últimas que haría antes de morir.
El 6 de agosto de 1931, Beiderbecke tuvo un ataque de delírium trémens provocado por su alcoholismo en su apartamento de Nueva York, y murió a los 28 años.

## Selección discográfica
- Bixology, 1924-30 (Joker)

- Bix Beiderbecke, Vol. 1: Singin' the Blues (Columbia)

- Real Jazz Me Blues	 	(Sony)